# Oguz
Oguz (azeră Oğuz, Оғуз اوغوز) este un oraș din Azerbaidjan.